# Aziatische zwarte beer
De Aziatische zwarte beer of kraagbeer (Ursus thibetanus) is een roofdier uit de familie van de beren (Ursidae). De wetenschappelijke naam van de soort werd gepubliceerd door Georges Cuvier in 1823.

## Kenmerken
De Aziatische zwarte beer heeft een kop-romplengte van 110 tot 190 cm en een staartlengte van minder dan 12 cm. Mannetjes bereiken een lichaamsgewicht tussen de 60 en 200 kg (zelden tot 250 kg) en zijn zwaarder dan vrouwtjes, die 35 tot 140 kg wegen (zelden tot 170 kg). De soort is het zwaarst in de herfst, vlak voor de winterslaap intreedt. Ondersoorten die op eilanden voorkomen, Japan en Taiwan, zijn doorgaans kleiner dan ondersoorten die op het Aziatische vasteland voorkomen. Aziatische zwarte beren hebben een zwarte vacht, met een karakteristieke V-vormige witte markering op de borst. Ook hebben ze een witte vlek op de kin. De oren zijn rond en relatief groot ten opzichte van andere beren. De zwarte beer heeft korte klauwen van 4-5 centimeter, maar kan toch uitstekend bomen beklimmen. Hij is ook een goede zwemmer.

## Leefwijze
De zwarte beer is een omnivoor en eet een grote variëteit aan voedsel: fruit, noten, planten, grassen, bessen, bamboescheuten en -bladeren, kruiden, maar ook vlees (vissen, vogels, knaagdieren), termieten, larven en honing staan op het menu. Waar plantaardig voedsel in rijke mate voorhanden is, zoals in Japan, is deze beer een planteneter. Zowel mannetjes als vrouwtjes houden in de noordelijke delen van het verspreidingsgebied een winterslaap. Verblijven doorgaans tussen november en april in de overwinteringsholten. In de tropen houdt de soort geen winterslaap, met uitzondering van zwangere vrouwtjes.

## Biotoop
De Aziatische zwarte beer komt voor in loof- en naaldbossen van de gematigde zone, in altijdgroene en loofbossen van de tropische zone en in de droge, subtropische bossen van Beloetsjistan. Afhankelijk van het seizoen kan de soort ook vlak boven de boomgrens in berggebieden worden aangetroffen. Tot maximaal 4.300 meter hoogte in het noordoosten van India.

## Voortplanting
De voortplanting vindt meestal plaats in juni of juli en de jongen worden vervolgens tussen november en maart geboren. Gegevens uit de tropische gebieden ontbreken echter. De draagtijd duurt 6 à 8 maanden. De eerste voortplanting begint doorgaans op 4 of 5-jarige leeftijd. Gemiddeld worden er twee jongen geboren, maar varieert tussen één en drie, zelden vier.

## Status en bedreigingen

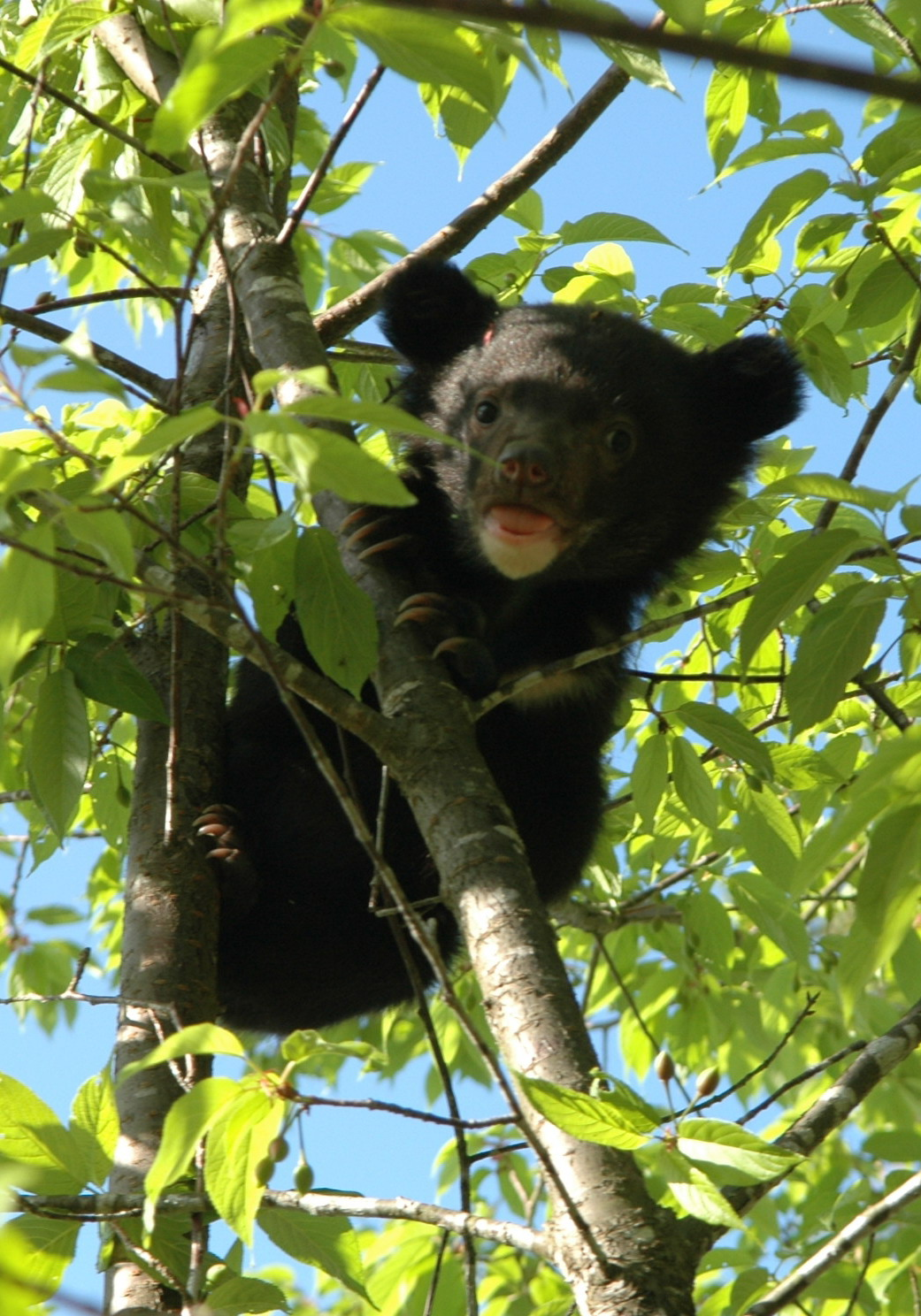
Berenwelp in een boom

De natuurlijke vijanden van de Aziatische zwarte beer zijn de tijger (Panthera tigris) en de wolf (Canis lupus). Een grotere bedreiging voor zijn voortbestaan is echter de mens. In de meeste landen is sprake van een neergaande populatietrend, hoofdzakelijk veroorzaakt door het verdwijnen van zijn leefgebied door houtkap, uitbreiding van de landbouw, uitbreiding van stedelijke gebieden, erosie en wegenbouw, alsmede stroperij en de commerciële jacht. Zo wordt er jacht op ze gemaakt voor hun galblaas, vlees, huid en klauwen. De vraag naar deze producten is gestegen in Zuidoost-Azië, wat de internationale handel doet toenemen. Zo worden de klauwen vooral in China als een delicatesse in soepen beschouwd en de gal uit de galblaas wordt gedroogd om te worden verkocht in de traditionele Chinese geneeskunde. Om de vraag aan te kunnen worden de dieren zelfs commercieel gehouden in Vietnam en China, om hun gal af te tappen. De soort staat vermeld onder Appendix I van CITES en wordt op de Rode Lijst van de IUCN ingeschaald als kwetsbaar.

## Verspreiding en ondersoorten
Wilson & Mittermeier (2009) onderscheiden zeven ondersoorten:
- Ursus thibetanus formosanus (Swinhoe, 1864) - Komt voor op Taiwan.
- Ursus thibetanus gedrosianus (Blanford, 1877) - Komt voor in Beloetsjistan.
- Ursus thibetanus japonicus (Schlegel, 1857) - Komt voor op het Japanse eiland Honshu.
- Ursus thibetanus laniger (Pocock, 1932) - Komt voor in de Himalaya van Afghanistan tot het noorden van India.
- Ursus thibetanus mupinensis (Heude, 1901) - Komt voor in het midden en oosten van China.
- Ursus thibetanus thibetanus (Cuvier, 1823) - De nominaatondersoort komt voor in Nepal, het noordoosten van India, Bhutan, Bangladesh, Myanmar, Thailand en Indochina.
- Ursus thibetanus ussuricus (Heude, 1901) - Komt voor in het Russische Verre Oosten, Mantsjoerije en het Koreaans Schiereiland.